# Slobidka, Kalînivka
Slobidka (în ucraineană Слобідка) este un sat în comuna Ivaniv din raionul Kalînivka, regiunea Vinnița, Ucraina.

## Demografie
Componența lingvistică a localității Slobidka
     Ucraineană (98,47%)
     Rusă (1,53%)
Conform recensământului din 2001, majoritatea populației localității Slobidka era vorbitoare de ucraineană (98,47%), existând în minoritate și vorbitori de rusă (1,53%).